# 司設監
司設監，明朝十二監之一。
專責管理鹵簿、儀仗、雨具、大傘等，設掌印太監一員。司設監事繁且雜，又無實權。清初廢司設監。

## 官制
- 掌印太监，一员；
- 总理，无定员；
- 管理，无定员；
- 佥书，无定员；
- 典簿，无定员；
- 掌司，无定员；
- 写字，无定员；
- 监工，无定员。

## 首都人员

### 正统时期
夏时

### 景泰时期
来福（少监）

### 天顺时期
贾安（监丞）

### 成化时期
王琚、
房懋、
刘广、
张庆、刘倜、
陈勉、
樊坚

### 弘治时期
王敬、罗照、

### 正德时期
田斌

### 嘉靖时期
苏瑾、
王纯、
赵政、
孟冲

## 留都人员

### 永乐时期
陆应

### 正德时期
孙洪、